# Stazione di Campiglia Marittima
La stazione di Campiglia Marittima è uno scalo ferroviario posto lungo la ferrovia Tirrenica, situato presso la frazione di Venturina Terme, nel comune di Campiglia Marittima. In prossimità della stazione (a nord) origina anche la diramazione per Piombino Marittima. È la principale stazione della Val di Cornia.

## Storia
Attivata nel 1863, La stazione  ha subito pesanti modifiche infrastrutturali nel corso del tempo.
All'inizio possedeva solo 3 binari serviti da banchina per i viaggiatori, collegati fra loro da passerelle in legno; con l'avanzare del tempo si è aggiunto il quarto binario e le pensiline al binario 1, 2 e 3.
Dal 2017 la stazione è stata oggetto di pesanti interventi di riqualificazione, con l'aggiunta del quinto binario, la costruzione di pensiline e il rialzamento dei marciapiedi, per un costo totale di 5 milioni di euro da parte del gestore.

### Lampo, il cane viaggiatore

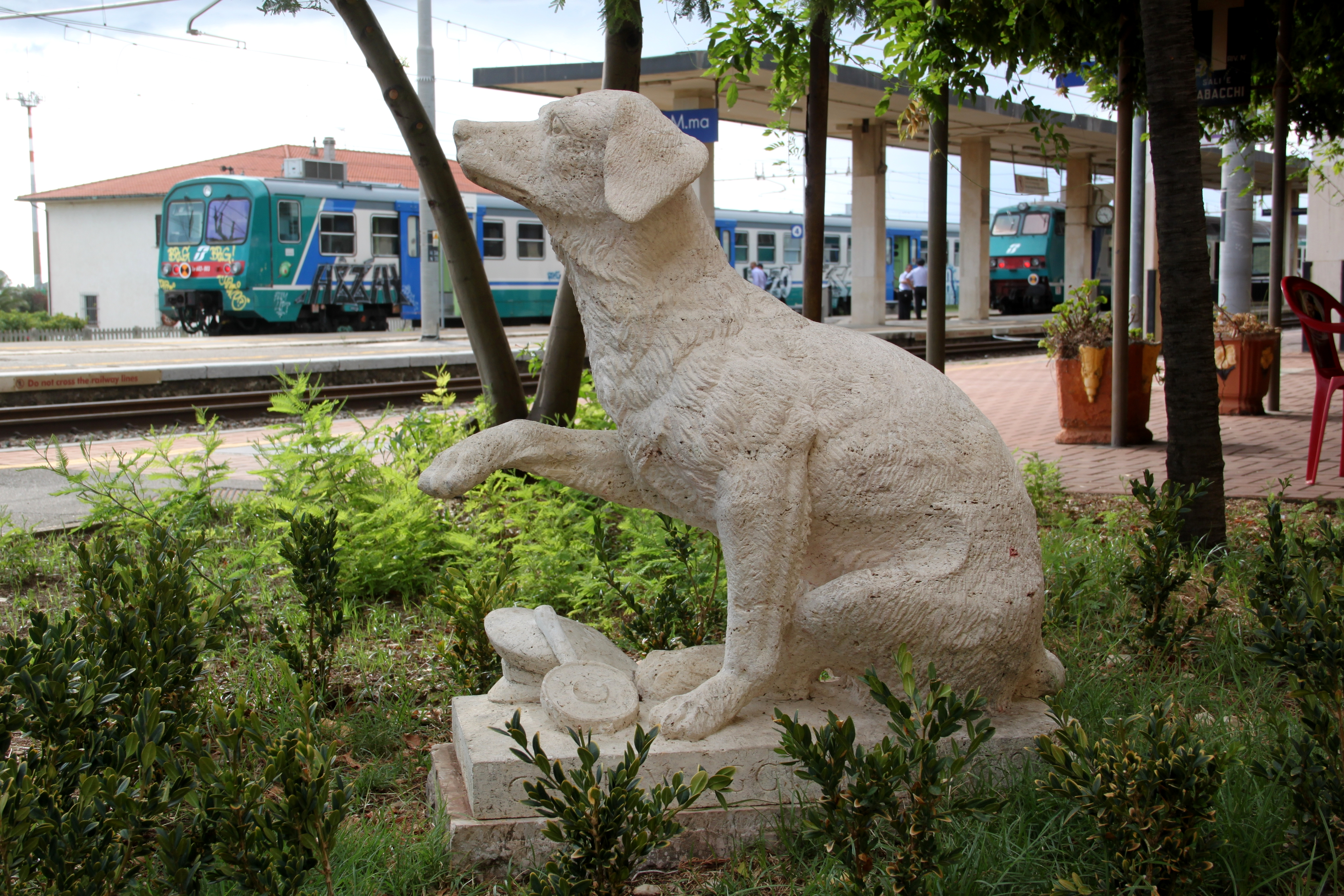
Statua in memoria di Lampo, il cane viaggiatore

In una aiuola della stazione di Campiglia c'è un piccolo monumento di marmo dedicato a Lampo, il cane viaggiatore, morto nel 1961; capace di destreggiarsi tra orari e coincidenze come un vero ferroviere, Lampo girava tutta l'Italia con il treno per tornare ogni sera alla stazione di Campiglia Marittima, puntuale all'appuntamento col suo padrone, Elvio Barlettani.

## Strutture e impianti
Al 2005 lo scalo risultava presenziato da dirigente movimento, in regime di stazione porta intermedia.
La stazione è dotata di 5 binari passanti dotati di banchina con marciapiede rialzato per il servizio passeggeri; i binari 1, 2, 3, 4 e 5 sono dotati anche di pensilina, percorsi tattili e illuminazione a LED e serviti da sottopassaggio con ascensori; è presente, inoltre, un altro binario passante, usato per il traffico merci e per il ricovero di treni in attesa di riprendere servizio. Vi è altresì un ulteriore piccolo scalo merci con binario tronco e un fabbricato recentemente ristrutturato; il tutto però non viene utilizzato, anche se la stazione sorge nelle immediate vicinanze della principale zona industriale di Venturina Terme. La stazione dispone di numerosi monitor, sia all'interno del fabbricato viaggiatori sia all'esterno e nel sottopassaggio, per indicare in tempo reale l'arrivo e la partenza dei treni.

## Movimento
Secondo RFI, al 2007 usufruivano di questa stazione più di 900 persone al giorno del trasporto regionale.

La stazione è servita da treni regionali svolti da Trenitalia nell'ambito del contratto di servizio stipulato con la Regione Toscana e da alcuni servizi a lunga percorrenza.
Nell'anno 2021 Trenitalia ha inserito la stazione nel programma turistico estivo "Etruschi Line" rinominando tutti i treni regionali e regionali veloci con il medesimo nome.
Il traffico turistico è rilevante  dal momento che la stazione è capotronco della linea per Piombino Marittima da dove si attestano i collegamenti marittimi per l'Isola d'Elba. 

## Servizi
L'impianto è classificato da RFI nella categoria "Silver". e secondo Rfi nel 2022 è frequentata dai 1.500 a 5.000 persone al giorno. 
Dispone dei seguenti servizi:
- Biglietteria a sportello
- Biglietteria automatica
- Servizi igienici
- Bar
- Sala di attesa

## Interscambi
- Fermata autobus
- Stazione taxi